# Malice Mizer
A Malice Mizer japán visual kei együttes volt, melyet Mana és Közi alapítottak 1992-ben. Az együttes neve a francia „rosszindulat” és „gyötrelem” szavakból áll, mely az emberi létet hivatott jellemezni. Az együttes ötvözte a sötét tematikát a francia romanticizmussal, színpadi megjelenésüket tekintve pedig részletesen kidolgozott, androgün jelmezeket és sminket viseltek, vámpír tematikával.

## Története
1992-ben Mana és Közi hozta létre az együttest, melyhez csatlakozott Tecu (ének), Yu~ki (basszusgitár) és Gaz (dobok). Első daluk, a Speed of Desperate 1993-ban jelent meg, melyet követően Gazt Kami követte a dobok mögött. 1994-ben jelent meg első albumuk, a Memoire, saját alapítású kiadójuknál.
Az együttes klasszikus sikerkorszaka Gackt csatlakozásával kezdődött, miután Tecu kilépett. A gothic imázst hátra hagyva színes, történelmi ihletésű jelmezekbe bújtak, a francia popot, a dark wave-et és a barokk zenét házasították. Ez meghozta az első sikereket, második albumuk, a Voyage Sans Retour 1996-ban jelent meg, és első helyen debütált az indie slágerlistán. Ezt első országos turnéjuk követte. 1997-ben leszerződtek a Nippon kiadóval. Első nagykiadós albumuk, a merveilles 1998-ban második helyen debütált az Oricon heti albumlistáján. 1998 tavaszán telt házas koncertet adtak a Nippon Budókanban.
1999-ben Gackt kilépett, majd nem sokkal később Kami elhunyt, halálának oka szubarachnoideális vérzés (koponyaűri vérzés) volt. Halálát követően az együttesnek többé nem volt állandó dobosa. Új énekesükkel, Klahával jelent meg következő lemezük 2000-ben, Bara no szeidó (薔薇の聖堂; Hepburn: Bara No Seidou) címmel. 2001-ben új hangzással kísérleteztek, ez azonban nem hozott számukra sikert. Még ebben az évben hiátusra mentek, effektíve feloszlottak.

## Diszkográfia
Stúdióalbumok
- Memoire (1994)
- Voyage Sans Retour (1996)
- Merveilles (1998)
- Bara no szeidó (2000)